# Lipofectamina
La lipofectamina o Lipofectamina 2000 és un reactiu de transfecció comú, produït i venut per Invitrogen, fet servir en biologia molecular i cel·lular. S'empra per augmentar l'eficiència de transfecció d'ARN (incloent mRNA i siRNA) o l'ADN plasmídic en cultius cel·lulars in vitro mitjançant lipofecció. La lipofectamina conté subunitats lipídiques que poden formar liposomes en un entorn aquós, que atrapen la càrrega de transfecció, per exemple, plàsmids d’ADN.
La lipofectamina consisteix en una barreja de compostos: DOSPA (2,3-dioleoiloxi-N- [2 (sperminecarboxamido) etil] -N, N-dimetil-1-propanimini trifluoroacetat) i DOPE (1,2-Dioleoil-sn-glicero -3-fosfoetanolamina), que interaccionen amb molècules d'àcid nucleic carregades negativament per aconseguir superar la repulsió electroestàtica de la membrana cel·lular. Les molècules de lípid catiònic de la lipofectamina es formulen amb un co-lípid neutre (lípid auxiliar). Els liposomes que contenen ADN (carregats positivament a la seva superfície) poden fusionar-se amb la membrana plasmàtica de les cèl·lules carregada negativament, a causa de la fusió mediadora del co-lípid neutre del liposoma amb la membrana cel·lular, per la qual cosa les molècules de càrrega d’àcid nucleic creuen cap al citoplasma per a la seva replicació o expressió. Per tal que una cèl·lula expressi un transgèn, l’àcid nucleic ha d’arribar al nucli de la cèl·lula per començar la transcripció. Nogensmenys, el material genètic transfectat no aconsegueix arribar mai al nucli, en comptes, és interromput en algun moment del procés de lliurament. Durant la divisió cel·lular, el material pot arribar al nucli quedant atrapat a l'embolcall nuclear que es torna a formar després de la mitosi. Però també en cèl·lules que no es divideixen, la investigació ha demostrat que la lipofectamina millora l'eficiència de la transfecció, cosa que suggereix que ajuda addicionalment el material genètic transfectat a penetrar a l'embolcall nuclear intacte. Aquest mètode de transfecció va ser inventat pel doctor Yongliang Chu.